# 愛がん動物用飼料の安全性の確保に関する法律
愛がん動物用飼料の安全性の確保に関する法律（あいがんどうぶつようしりょうのあんぜんせいのかくほにかんするほうりつ、平成20年6月18日法律第83号）は、愛がん動物（ペット）のための飼料（ペットフード）の安全性確保等に関する日本の法律である。ペットフード安全法ともいう。
2008年（平成20年）6月18日に公布された。2009年（平成21年）6月1日に施行。
「愛玩」の「玩」が2010年の改定まで常用漢字に含まれていなかったため、この表記となっている。

## 所管官庁
共同所管
- 環境省自然環境局総務課動物愛護管理室 - 動物愛護法を所掌
- 農林水産省消費・安全局畜水産安全管理課 - 飼料安全法を所掌

## 構成
- 第1章 総則（第1条-第4条）
- 第2章 愛がん動物用飼料の製造等に関する規制（第5条-第10条）
- 第3章 雑則（第11条-第17条）
- 第4章 罰則（第18条-第23条）
- 附則

## 概要
愛がん動物用飼料の安全性の確保に関する法律は、愛がん動物用飼料（ペットフード）の製造等に関する規制を行うことにより、愛がん動物用飼料の安全性の確保を図り、もって愛がん動物（ペット）の健康を保護し、動物の愛護に寄与することを目的とする法律としており、動物愛護法および飼料安全法の特別法である。

従来、イヌやネコといった愛がん動物は食用とする習慣がほとんどなかったため、愛がん動物に与える餌については飼料安全法が適用されてこなかった。しかし、愛がん動物の重要性の高まりにより、日本における愛がん動物の飼育数は増加傾向にあり、愛がん動物用飼料の産業規模も拡大傾向にあることなどを背景として制定された。また、2007年（平成19年）には、アメリカ合衆国で愛がん動物用飼料により犬・猫が相次いで死亡する事故が発生しており、日本においても愛がん動物用飼料を原因とする事故の発生が懸念されていた。このため、愛がん動物用飼料の安全性の確保を図り、もって愛がん動物の健康を保護し、動物の愛護に寄与するため、法律制定等の措置を講ずることとされた。
なお、この法律において「愛がん動物」とは、「愛がんすることを目的として飼養される動物であって政令で定めるもの」をいうとされ（法2条1項）、具体的には「犬」および「猫」を指す。

## 内容
愛がん動物用飼料の基準又は規格の設定
農林水産大臣及び環境大臣は、愛がん動物用飼料の製造の方法等についての基準又は成分についての規格を定めることができることとする。当該基準又は規格に合わない愛がん動物用飼料の製造、輸入又は販売を禁止する。
有害な物質を含む愛がん動物用飼料の製造等の禁止
農林水産大臣及び環境大臣は、有害な物質を含む愛がん動物用飼料等の製造、輸入又は販売を禁止することができる。
愛がん動物用飼料の廃棄等の命令
農林水産大臣及び環境大臣は、上記飼料が販売等された場合、当該愛がん動物用飼料の製造業者、輸入業者又は販売業者に対し、廃棄、回収等の命令をできる。
製造業者等の届出
上記の基準又は規格が定められた愛がん動物用飼料の製造業者又は輸入業者は、農林水産大臣及び環境大臣に氏名、事業場の名称等を届け出なければならない。
帳簿の備付け
上記の基準又は規格が定められた愛がん動物用飼料の製造業者、輸入業者又は販売業者（小売の場合は除く。）は、販売等をした愛がん動物用飼料の名称、数量等を帳簿に記載しなければならない。
報告徴収、立入検査等
農林水産大臣及び環境大臣による愛がん動物用飼料の製造業者等からの報告徴収、製造業者等への立入検査等について定める。